# Симмондс, Уэйн
Уэ́йн Си́ммондс (англ. Wayne Simmonds; 26 августа 1988, Скарборо, Онтарио, Канада) — бывший профессиональный канадский хоккеист, выступавший на позиции крайнего нападающего.
На драфте НХЛ 2007 года был выбран в 2 раунде под общим 61 номером командой «Лос-Анджелес Кингз».
23 июня 2011 он перешёл в «Филадельфию Флайерз» с Брэйденом Шенном в обмен на Майка Ричардса и Роба Бордсона.
15 августа 2012 Симмондс подписал шестилетний контракт с «Флайерз» на $24 млн.
25 февраля 2019 года, в последний день дедлайна, был обменян в «Нэшвилл Предаторз» на Райана Хартмана и драфт-пик четвёртого раунда драфта НХЛ 2020 года. Он был частью серии изменений, которые предпринял «Нэшвилл», чтобы улучшить собственную игру в большинстве, а также их общую физическую форму, и то, и другое было для команды проблемой в сезоне 2018/19 («хищники» по итогу сезона стали худшей командой по игре в большинстве) . Канадец присоединился к «хищникам» после собственной безголевой засухи из 16 игр, которая растянулась ещё на восемь игр в Нэшвилле, прежде чем он забил гол в победном матче против «Торонто Мэйпл Лифс» 20 марта. За 17 игр Симмондс набрал лишь 2 (1+1) очка и никак не улучшил игру команды. В плей-офф он не отметился результативными действиями и выбыл во 2-м матче плей-офф первого раунда против «Даллас Старз» из-за травмы нижней части тела. «Даллас» выиграл серию в шести играх, выбив «Нэшвилл» . По окончании сезона Симмондс стал обладателем приза Марка Мессье, вручаемой игроку проявившему лидерские качества как на льду, так и за его пределами.
1 июля 2019 года подписал однолетний контракт «Нью-Джерси Девилз» на сумму $ 5 млн.
24 февраля 2020 года был обменян в «Баффало Сейбрз» на право выбора в 5-м раунде Драфта НХЛ 2021 года.
8 июня 2020 года Симмондс стал членом Альянса по хоккейному разнообразию, целью которого является борьба с нетерпимостью и расизмом в хоккее.
9 октября 2020 года подписал однолетний контракт на сумму $ 1.5 млн с командой «Торонто Мейпл Лифс».
26 января 2024 года объявил о завершении карьеры.

## Награды и достижения
- Участник Матча всех звёзд НХЛ: 2017
- Самый ценный игрок Матча всех звёзд НХЛ 2017
- Чемпион мира среди молодёжных команд: 2008
- Обладатель приза Марк Мессье Лидершип Эворд: 2019

## Статистика
| Легенда | Легенда                    | Легенда | Легенда                   | Легенда | Легенда    |
| ------- | -------------------------- | ------- | ------------------------- | ------- | ---------- |
| И       | Количество проведённых игр | Штр     | Штрафное время            | +/−     | Плюс-минус |
| Г       | Голы                       | П       | Голевые передачи          | О       | Очки       |
| -       | Статистика неизвестна      | —       | Статистика не учитывалась |         |            |